# Seznam největších jezer světa podle objemu
Největší světová jezera (nad 100 km³) seřazená podle objemu.

## Tabulka největších jezer (podle objemu)
| Pořadí | Jezero               | Stát(y)                                            | Objem (km³) |
| ------ | -------------------- | -------------------------------------------------- | ----------- |
| 1.     | Kaspické moře        | Ázerbájdžán, Rusko, Kazachstán, Turkmenistán, Írán | 78 200      |
| 2.     | Bajkal               | Rusko                                              | 23 000      |
| 3.     | Tanganika            | Tanzanie, D. R. Kongo, Zambie, Burundi             | 18 900      |
| 4.     | Hořejší jezero       | USA, Kanada                                        | 11 600      |
| 5.     | Michigan-Huron       | USA, Kanada                                        | 8260        |
| 6.     | Malawi               | Malawi, Mosambik, Tanzanie                         | 7725        |
| 7.     | Vostok               | Antarktida                                         | 5400        |
| 8.     | Viktoriino jezero    | Keňa, Tanzanie, Uganda                             | 2700        |
| 9.     | Issyk-Kul            | Kyrgyzstán                                         | 1730        |
| 10.    | Ontarijské jezero    | USA, Kanada                                        | 1710        |
| 11.    | Velké Otročí jezero  | Kanada                                             | 1070        |
| 12.    | Aralské jezero       | Kazachstán, Uzbekistán                             | 1020        |
| 13.    | Velké Medvědí jezero | Kanada                                             | 1010        |
| 14.    | Ladožské jezero      | Rusko                                              | 908         |
| 15.    | Titicaca             | Bolívie, Peru                                      | 710         |
| 16.    | Vanské jezero        | Turecko                                            | 607         |
| 17.    | Kivu                 | Rwanda, D. R. Kongo                                | 569         |
| 18.    | Erijské jezero       | USA, Kanada                                        | 545         |
| 19.    | Chövsgöl núr         | Mongolsko                                          | 480         |
| 20.    | Oněžské jezero       | Rusko                                              | 295         |
| 21.    | Maracaibo            | Venezuela                                          | 280         |
| 22.    | Toba                 | Indonésie                                          | 240         |
| 23.    | Argentino            | Argentina                                          | 220         |
| 24.    | Turkana              | Etiopie, Keňa                                      | 204         |
| 25.    | Mrtvé moře           | Izrael, Jordánsko, Palestina                       | 188         |
| 26.    | Vänern               | Švédsko                                            | 180         |
| 27.    | Nipigon              | Kanada                                             | 165         |
| 28.    | Tahoe                | USA                                                | 151         |
| 29.    | Albertovo jezero     | Uganda, D. R. Kongo                                | 132         |
| 30.    | Winnipežské jezero   | Kanada                                             | 127         |
| 31.    | Nettilling           | Kanada                                             | 114         |
| 32.    | Balchaš              | Kazachstán                                         | 112         |
| 33.    | Athabasca            | Kanada                                             | 110         |
| 34.    | Nikaragua            | Nikaragua                                          | 108         |

## Podle kontinentů
- Největší jezera v Africe podle objemu
- Největší jezera v Antarktidě podle objemu
- Největší jezera v Asii podle objemu
- Největší jezera v Austrálii a Oceánii podle objemu
- Největší jezera v Evropě podle objemu
- Největší jezera v Jižní Americe podle objemu
- Největší jezera v Severní Americe podle objemu